# Опацитизація
Опацитизація (укр. опацитизация, нім. opacitization, нім. Opacitisierung f) – процес переходу амфіболів, біотитів та ін. мінералів фемічних в ефузивах у чорну непрозору речовину, яка складається переважно з магнетиту й авгіту. Відбувається внаслідок розкладання мінералів фемічних під дією високої температури в окиснювальному середовищі.